# Anna Almqvist
Anna Charlotta Franselia Almqvist, född 28 december 1863 i Maria Magdalena församling, Stockholm, död 2 januari 1904 i Katarina församling, Stockholm, var en svensk sömmerska, aktivist och bibliotekarie. 
Hon föddes i fattigdom i Stockholm och arbetade som hattsömmerska. Hon var autodidakt och utbildade sig genom självstudier vid bland annat Stockholms Arbetareinstitut, stadens första folkbildningsinstitution med föreläsningsverksamhet och bibliotek. 
Hon blev verksam vid Tolfterna, en organisation där kvinnor möttes över klassgränserna, där hon blev en tongivande person och föreningens bibliotekarie. 
Hon höll ett uppmärksammat föredrag under rubriken ”Om idealen”, som publicerades i tidningen Idun som ”En stockholmsarbeterska om idealen”, och därefter i Tyskland i tidskriften Ethische Kultur. 
Hon utnämndes 1903 för den av Föreningen för folkbibliotek och läsestugor nyöppnade läsestugan i Katarina församling.